# عبد العزيز عتيق
عبد العزيز عتيق (1906- 1976) من مواليد محافظة القليوبية، هو شاعر وأديب مصري. حصل على درجة الدكتوراه من إنجلترا، عمل في التدريس، وعمل في وزارة الثقافة المصرية، صدر له من الدواوين مثل ديوان عتقي، وأحلام النخيل، وعدد من المؤلفات الأدبية الأدب العربي مثل في الأندلس، البديع، تاريخ البلاغة العربية، علم البيان، علم المعاني.

## السيرة الشخصية
عاش عبد العزيز عتيق في مصر وإنجلترا ولبنان، التحق بالتعليم الديني الأزهري عام 1906، وتعلم في مدرسة المعلمين العليا، ومدرسة القضاء الشرعي، ثم دار العلوم، وتخرج منها عام 1932، ثم حصل على الدكتوراه من جامعة لندن في إنجلتراعام 1948.
عمل مدرسًا في المدارس المصرية، ثم موظفًا في وزارة الثقافة، وعمل مدرسًا للغة العربية في لندن، وملحق ثقافي بسفارة مصر في المملكة المتحدة حتى عام 1955، ومدير مساعد لإدارة الثقافة بوزارة التربية. وكان أول عميد لكلية الآداب في جامعة بيروت العربية فرع جامعة الإسكندرية.

## خصائص شعره
شعر عبد العزيز عتيق بين المقطوعات القصيرة والقصائد المطولة، يميل إلى تقسيم القصيدة لمقاطع، ويملك قصائد يميل فيها إلى التجديد باستخدام السطر الشعري مع المحافظة على الوزن والقافية، وتتنوع موضوعاته بين وصف الطبيعة والافتتان بها وتدبر آيها، والتعبير عن خلجات النفس الإنسانية. الطبيعة في شعره ترتبط بالريف والحياة الريفية في ميت غمر في وسط الدلتا.

## الدواوين الشعرية
- ديوان «عتيق» مطبعة العلوم بشارع الخليج، القاهرة، 160 صفحة، 1932.[4]
- ديوان «أحلام النخيل»، مكتبة مصر، القاهرة، 255 صفحة، 1935.[5]

- ديوان «أحلام النخيل الجزء الثاني»، 1960، تقديم طه حسين.

## كتب
- في تاريخ البلاغة العربية، 1970
- موسوعة بلاغية في أربعة أجزاء، مكتبة النهضة العربية، بيروت، 1972.
- ناقد الحجاز : أخباره ونقده، جامعة بيروت العربية، بيروت، 8 صفحات، 1972.[6]
- في النقد الادبي، دار النهضة، بيروت، 378 صفحة، 1972.[7]
  - من مقدمة في علم البلاغة
  - علم المعاني، دار الآفاق العربية، 172 صفحة، 1998.[8]
  - علم البيان، مكتبة النهضة العربية، بيروت، 227 صفحة، 1974.[9]
  - علم البديع، مكتبة النهضة العربية، بيروت، 236 صفحة، 1974.[10]
- الأدب العربي في الأندلس دار النهضة العربية، بيروت،502 صفحة، 1976.[11]
- تاريخ النقد الأدبي عند العرب، دار النهضة العربية، 401 صفحة، (ردمك 9786144429105)، 1974.[12][13]
- علم العروض والقافية، دار النهضة العربية، بيروت، 211 صفحة، 1969.[14]
- المدخل إلى علم النحو والصرف
- في الأدب الإسلامي والاموي.[15]
- أرض الذهب، دار الشروق للنشر والتوزيع، 1985